# CHL Import Draft 2000
CHL Import Draft 2000 – 9. draft CHL w historii. Łącznie wybrano 65 zawodników.

## Wybrani
Pozycje: B – bramkarz, LO – lewy obrońca, PO – prawy obrońca, C – center, LS – lewoskrzydłowy, PS – prawoskrzydłowy

Ligi: OHL – Ontario Hockey League, QMJHL – Quebec Major Junior Hockey League, WHL – Western Hockey League

### Runda 1
| #  | Zawodnik (pozycja)     | Pochodzenie | Klub macierzysty             | Klub wybierający (liga)              |
| -- | ---------------------- | ----------- | ---------------------------- | ------------------------------------ |
| 1  | Ivan Huml (LS)         | Czechy      | Langley Hornets              | Val-d’Or Foreurs (QMJHL)             |
| 2  | Tomáš Kopecký (C)      | Słowacja    | HC Dukla Trenczyn            | Lethbridge Hurricanes (WHL)          |
| 3  | Lukáš Krajíček (LO)    | Czechy      | Detroit Compuware            | Peterborough Petes (OHL)             |
| 7  | Aleš Hemský (PS)       | Czechy      | HC Pardubice                 | Hull Olympiques (QMJHL)              |
| 10 | Ilja Kowalczuk (LS)    | Rosja       | Spartak Moskwa               | Cape Breton Screaming Eagles (QMJHL) |
| 12 | Stanisław Czistow (LS) | Rosja       | Awangard 2 Omsk              | London Knights (OHL)                 |
| 19 | Johnny Oduya (LO)      | Szwecja     | Hammarby IF J20              | Moncton Wildcats (QMJHL)             |
| 20 | Tomáš Mojžíš (LO)      | Czechy      | HC Pardubice U20             | Moose Jaw Warriors (WHL)             |
| 33 | Tomáš Netík (LS)       | Czechy      | Sparta Praga U20             | Medicine Hat Tigers (WHL)            |
| 34 | František Bakrlík (PS) | Czechy      | HC Litvínov                  | Barrie Colts (OHL)                   |
| 35 | Milan Jurčina (PO)     | Słowacja    | MHk 32 Liptovský Mikuláš U20 | Halifax Mooseheads (HL)              |
| 40 | Kiriłł Kolcow (LO)     | Rosja       | Awangard Omsk                | London Knights (OHL)                 |
| 47 | Marek Svatoš (C)       | Słowacja    | HC Košice                    | Kootenay Ice (WHL)                   |

### Runda 2
| #  | Zawodnik (pozycja)     | Pochodzenie | Klub macierzysty            | Klub wybierający (liga)       |
| -- | ---------------------- | ----------- | --------------------------- | ----------------------------- |
| 55 | Stanislav Hudec (LO)   | Słowacja    | HK Nitra                    | Chicoutimi Saguenéens (QMJHL) |
| 56 | Rienat Mamaszew (LO)   | Rosja       | Krylja Sowietow 2 Moskwa    | Moose Jaw Warriors (WHL)      |
| 59 | Zbyněk Michálek (O)    | Czechy      | HC Energie Karlowe Wary U20 | Victoriaville Tigres (QMJHL)  |
| 62 | Kanstancin Kalcou (PS) | Białoruś    | Mietałłurg Nowokuźnieck     | Oshawa Generals (OHL)         |
| 64 | Siergiej Soin (C)      | Rosja       | Krylja Sowietow Moskwa      | Windsor Spitfires (OHL)       |